# Bruno von Kirchberg

Fresko in Bruneck, das Bruno von Kirchberg (mit dem irrigen Prädikat von Bullenstätten) darstellt

Bruno von Kirchberg († 24. August 1288 in Brixen) war Bischof von Brixen.
Bruno von Kirchberg entstammte einem schwäbischen Adelsgeschlecht aus Illerkirchberg bei Ulm. Sein Vater war Graf Konrad I. von Kirchberg. Seine Mutter Bertha kommt aus der Familie der Grafen von Görz-Tirol. Eventuell war sie die Schwester von Graf Meinhard III. von Görz, die urkundlich nur einmal als Kind ohne Namen 1206 bei einer Schenkung ihres Vaters Engelbert III. von Görz an die Kirche von Gurk erwähnt ist. Da Graf Engelberts Frau Mathilde von Andechs eine Schwester namens Bertha hatte (Bertha von Andechs, Äbtissin von Gerbstedt), wäre damit auch der Name Bertha von Brunos Mutter erklärt. Die öfters genannte Annahme, Brunos Mutter sei eine Schwester von Graf Meinhard II. von Tirol und Görz (IV.) gewesen, ist aus biologischen Gründen kaum möglich: Bruno ist mindestens ca. 18/20 Jahre vor Meinhard II. von Tirol (* 1239/1240) geboren, damit müsste eine Schwester von Meinhard II. um 1220 bereits im gebärfähigen Alter gewesen sein. Vermutlich auf Grund dieser Verwandtschaft mit den Görzer Grafen besuchte Bruno die Brixner Domschule, da den Görzern zu dieser Zeit ein Großteil des Pustertals unterstand. Später wurde er Domherr von Magdeburg und Kardinaldiakon von S. Giorgio al Velabro. Ansonsten ist über seine Jugendjahre nichts bekannt.
Als zu Beginn des Jahres 1247 der Trientner Bischof Aldriget von Campo starb, ernannte der Kardinalslegat Petrus Campocci nach langen Verhandlungen Bruno von Kirchberg zum Bischof von Trient. In der Zwischenzeit jedoch hatte ein anderer päpstlicher Legat, Kardinal Octavianus, den Brixner Fürstbischof Egno von Eppan zum Administrator des Bistums Trient bestimmt. Papst Innozenz IV. veranlasste weitere Verhandlungen, welche drei Jahre andauerten. Nach deren Abschluss wurde Egno von Eppan im Jahr 1250 endgültig zum Fürstbischof von Trient ernannt, während er die Diözese Brixen Bruno von Kirchberg überlassen musste. Doch Bischof Bruno hatte nicht nur das Amt des Bischofs von Brixen inne, sondern besaß als Fürst des Deutschen Reiches auch weltliche Macht.
Das Fürstbistum (manchmal auch als Hochstift bezeichnet) Brixen besaß zahlreiche Güter im Pustertal, so auch einen Ansitz in Aufhofen, der auch als Verwaltungssitz diente. Um ihn vor Überfällen und Räubereien zu schützen, ließ Bischof Bruno im Jahr 1250 auf einem Felsenhügel in der Nähe Schloss Bruneck erbauen; gleichzeitig gründete er eine Stadtsiedlung namens Bruneck. Doch auch in Brixen blieb er nicht untätig. Im Südwesten der Stadt ließ er eine neue bischöfliche Residenz erbauen und stellte die alte im Jahr 1270 für einen Ausbau der Frauenkirche am Dom zur Verfügung.
1265 schloss Bruno ein Bündnis mit seinem Verwandten Meinhard II. von Tirol und Görz (IV.), was einer fast gänzlichen Unterwerfung gleichkam.
Bischof Bruno war maßgeblich an der Gründung des Zisterzienserklosters Stams beteiligt, indem er 1272 auf seine Rechte und Befugnisse die ihm als Ordinarius loci in diesem Gebiet zustanden, verzichtete und den von der Mutterpfarre Silz losgelösten Stamser Anteil dem Kloster übereignete. Darüber hinaus schenkte der den Brüdern auch das Patronatsrecht über die Pfarrkirche Silz, sowie die Spiritualien und Temporalien, die mit dieser Kirche und ihren Filialen im Ötztal verbunden waren.
1274 nahm Bruno am Konzil von Lyon und 1286 auf der Würzburger Nationalsynode teil. Im März 1287 urkundete er in Ulm (nahe seiner alten Heimat Kirchberg/Iller) für die Kirche St. Katharina in Ulm.  Am 24. August 1288 starb er und wurde im Dom von Brixen beigesetzt. Die Inschrift seines verschollenen Epitaphs lautete:
ANNO DOMINI M. CC. LXXXVIII. IN DIE SANCTI BARTHOLOMAEI APOSTOLI OBIIT REVERENDVS IN CHRISTO PATER DOMINUS BRUNO COMES DE KIRCHPERG EPISCOPVS HVJVS ECCLESIAE CVJVS ANIMA REQVIESCAT IN PACE. QVI LAVDABILITER ANNIS XXXIX. REXIT ECCLESIAM.